# Olycksfågeln
Olycksfågeln - no Brasil O Estranho, e em Portugal Ave de Mau Agoiro - é um romance da escritora sueca Camilla Läckberg, publicado em 2007 pela editora Forum. 

A tradução portuguesa foi editada pela Dom Quixote em 2011, e a tradução brasileira pela Planeta do Brasil em 2012. 